# Церковь Успения Пресвятой Богородицы (Верхняя Пышма)

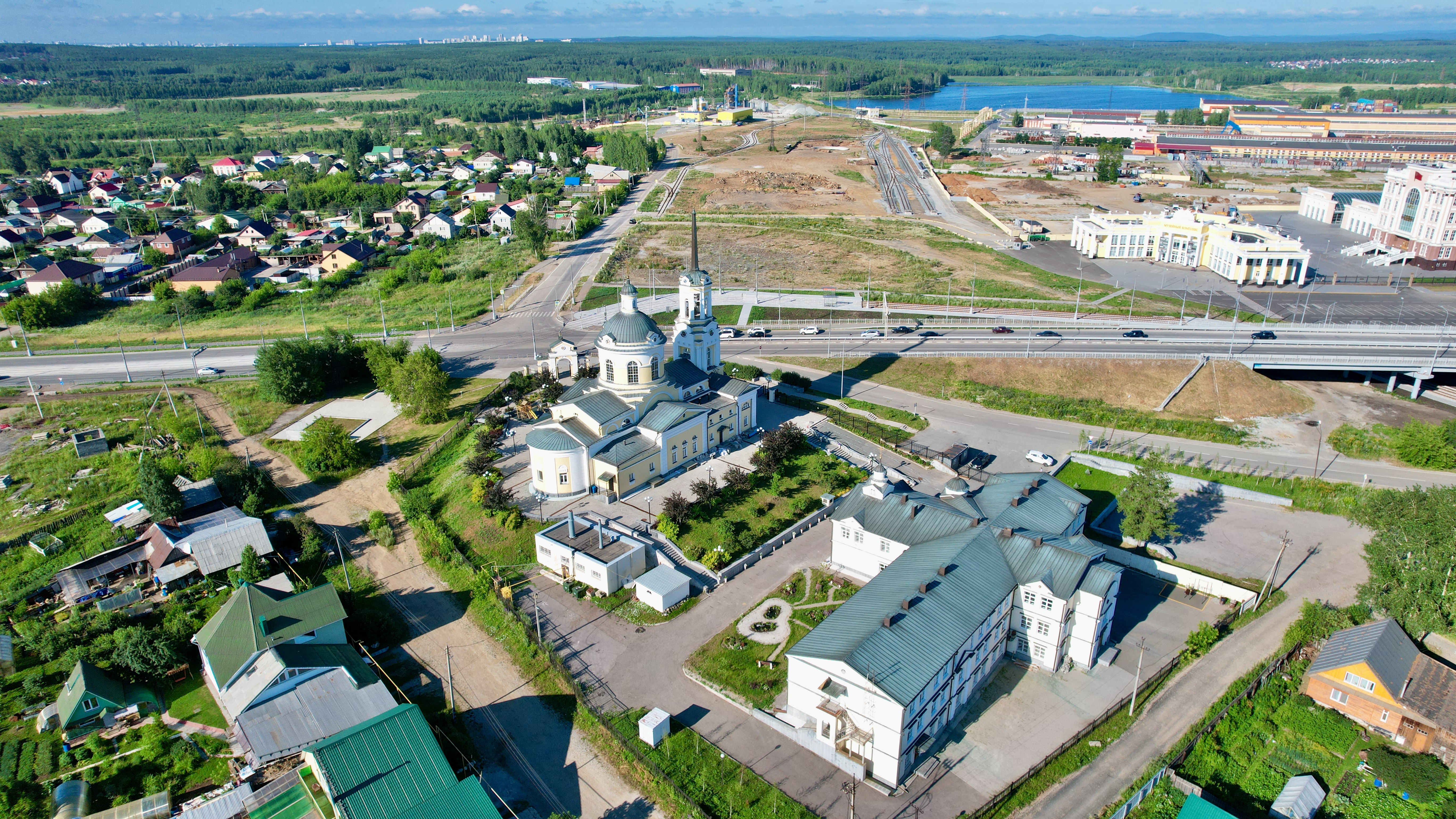
Вид с высоты

Церковь Успения Пресвятой Богородицы — церковь в городе Верхней Пышме Свердловской области, России. Екатеринбургская епархия, Верхнепышминское благочиние Московского Патриархата Русской Православной Церкви.
Адрес храма: Россия, Свердловская область, г. Верхняя Пышма, Успенский проспект, 2.

## История
Город Верхняя Пышма ранее был посёлком Медный Рудник. Здесь в начале XX века была построена деревянная часовня, которую в 1908 году освятили в честь Успения Пресвятой Богородицы. Часовня была закрыта в 1936 году, а её здание было снесено в 50-х годах XX века.
В 1990 годах для духовного кормления верующих в городе Верхней Пышме был открыт молитвенный дом, зарегистрирована приходская община. В 1997 году руководством АО «Уралэлектромедь» (генеральный директор А. А. Козицын) было решено оказать помощь в проектировании и строительстве в городе новой каменной двухпрестольной церкви с главным престолом в честь Успения Пресвятой Богородицы и левым приделом во имя апостола Андрея Первозванного.
Строительство новой церкви началось в 1998 году. За два года были возведены стены храма, купола и колокольня. Освящение первого креста состоялось 29 апреля 1999 года. В обустройстве внутреннего убранства храма принимало участие множество специалистов. Деревянный иконостас был сделан в архитектурно-художественном объединении «Канон» (архитектор Григорий Щербаков), иконы выполнялись иконописцами в невьянском стиле под руководством Татьяной Водичевой. Помещения Успенского храма расписывались выпускниками и студентами Московской Академии живописи, архитектуры и скульптуры. Курировал проведение работ народный художник СССР Илья Глазунов. В росписях храма принимал участие и сын художника, Иван Глазунов. У входа в храм построена арка, увенчанная куполом с крестом.
Часть икон храма, Образа Спасителя, Богородицы, Святой Троицы главного иконостаса храма написаны в невьянском стиле XIX века, другая часть — в невьянских иконописных традициях начала XIX века. Иконостас в приделе во имя апостола Андрея Первозванного расписан в стиле второй половины XIX века.
В июле 2000 года архиепископ Екатеринбургский и Верхотурский Викентий провёл освящение храма. Новый храм считается одним из наиболее красивых в Екатеринбургской епархии.

## Святыни
Особо чтимыми иконами храма являются иконы Божией Матери: «Скоропослушница», «Знамение», «Млекопитательница», Николая Мирликийского и великомученика Пантелеимона.

## Священнослужители
Настоятель храма — иеромонах Корнилий (Зайцев), ректор Екатеринбургской духовной семинарии.

## Престольные праздники
- Успения Пресвятой Богородицы — Август 28 (н. с.).
- Успение Божией Матери — 28 августа.

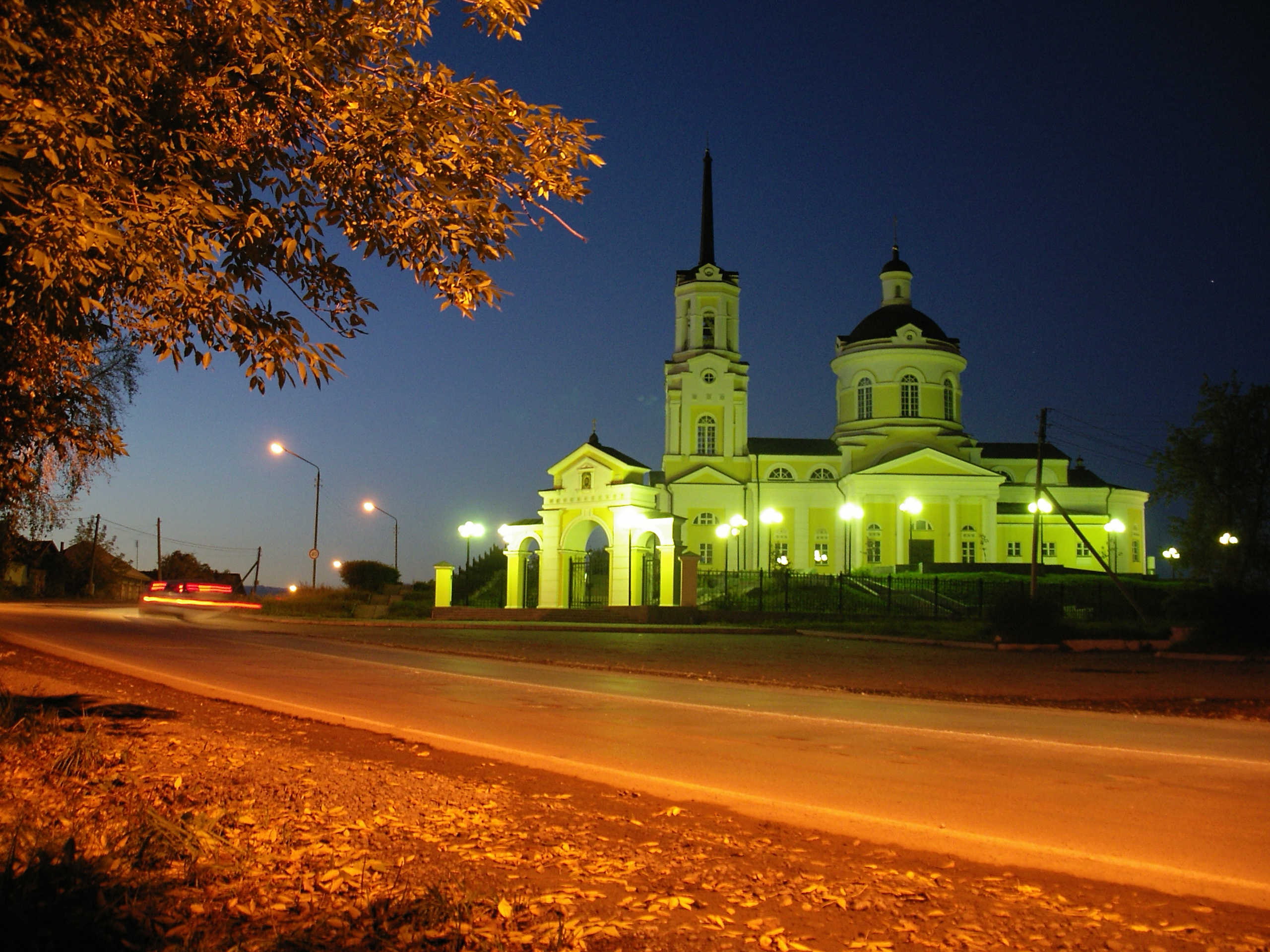
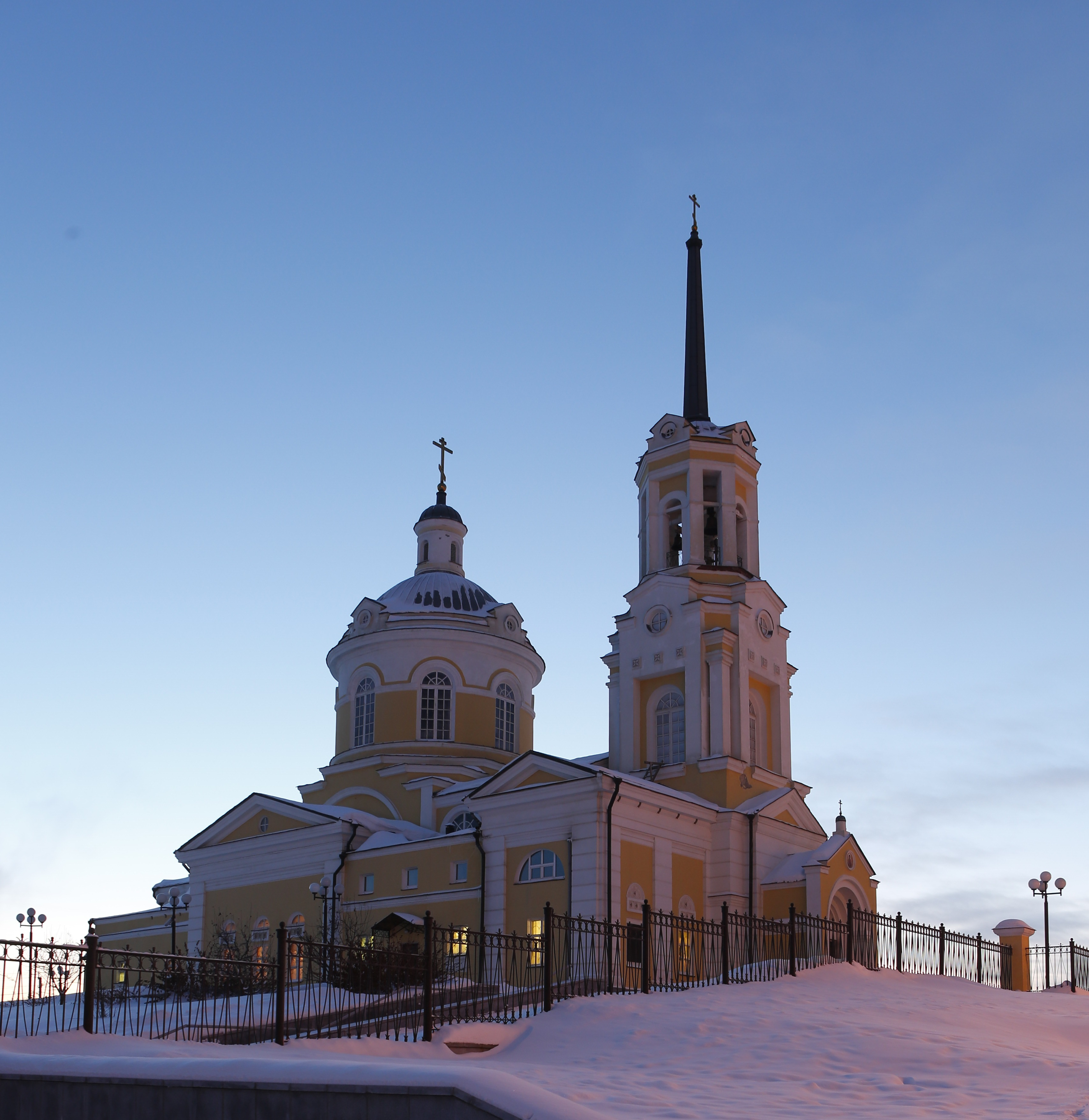
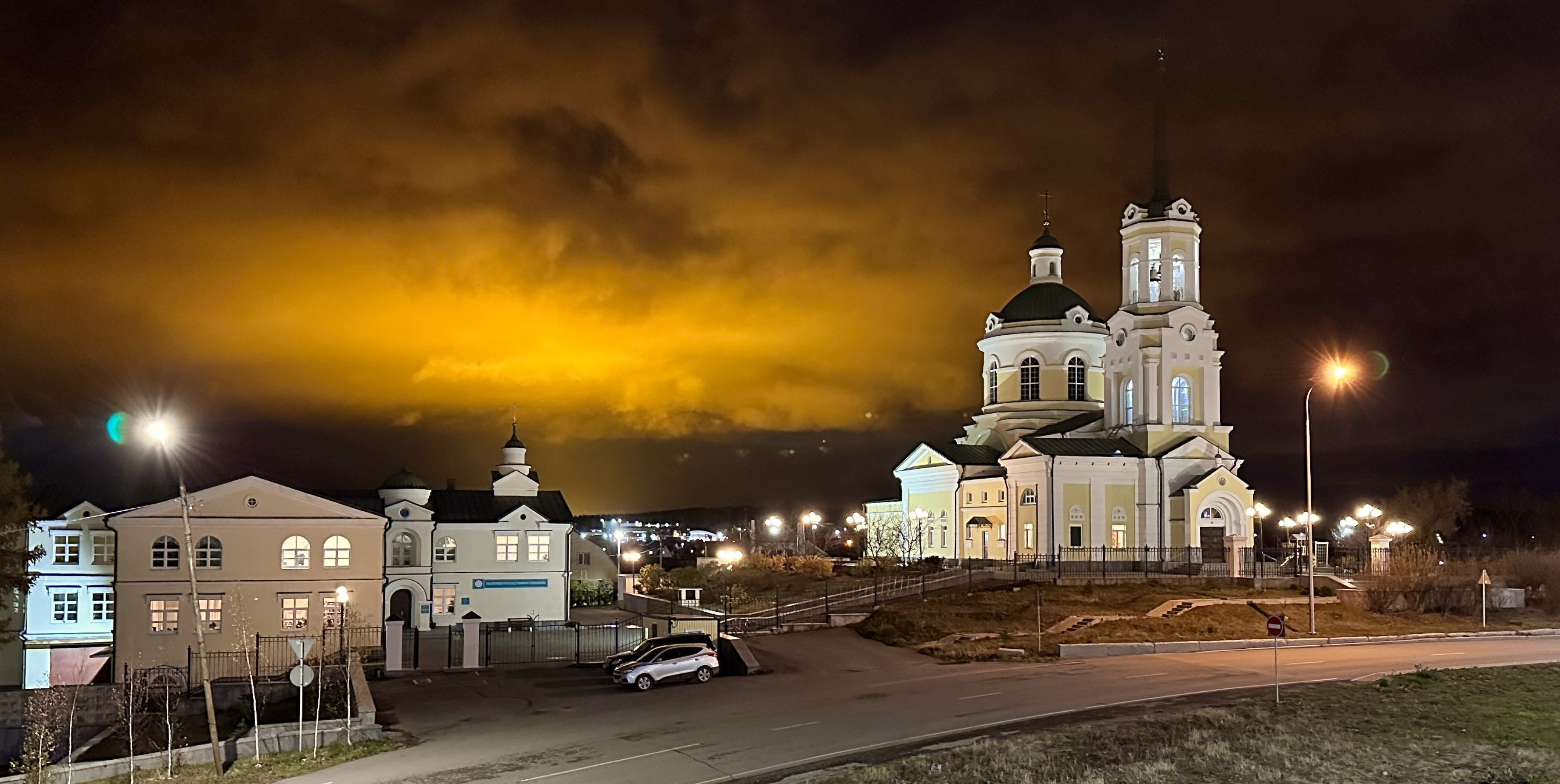
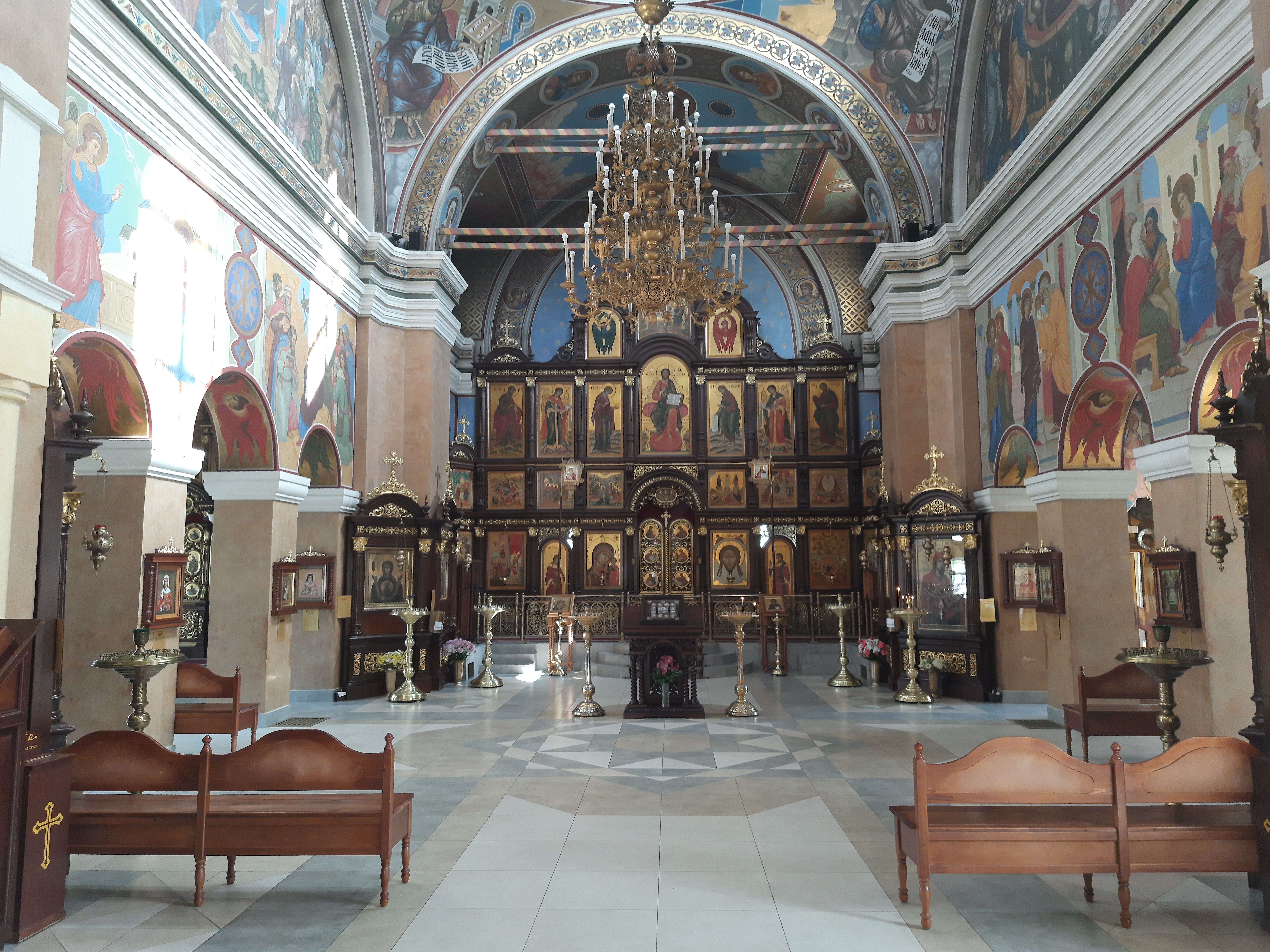
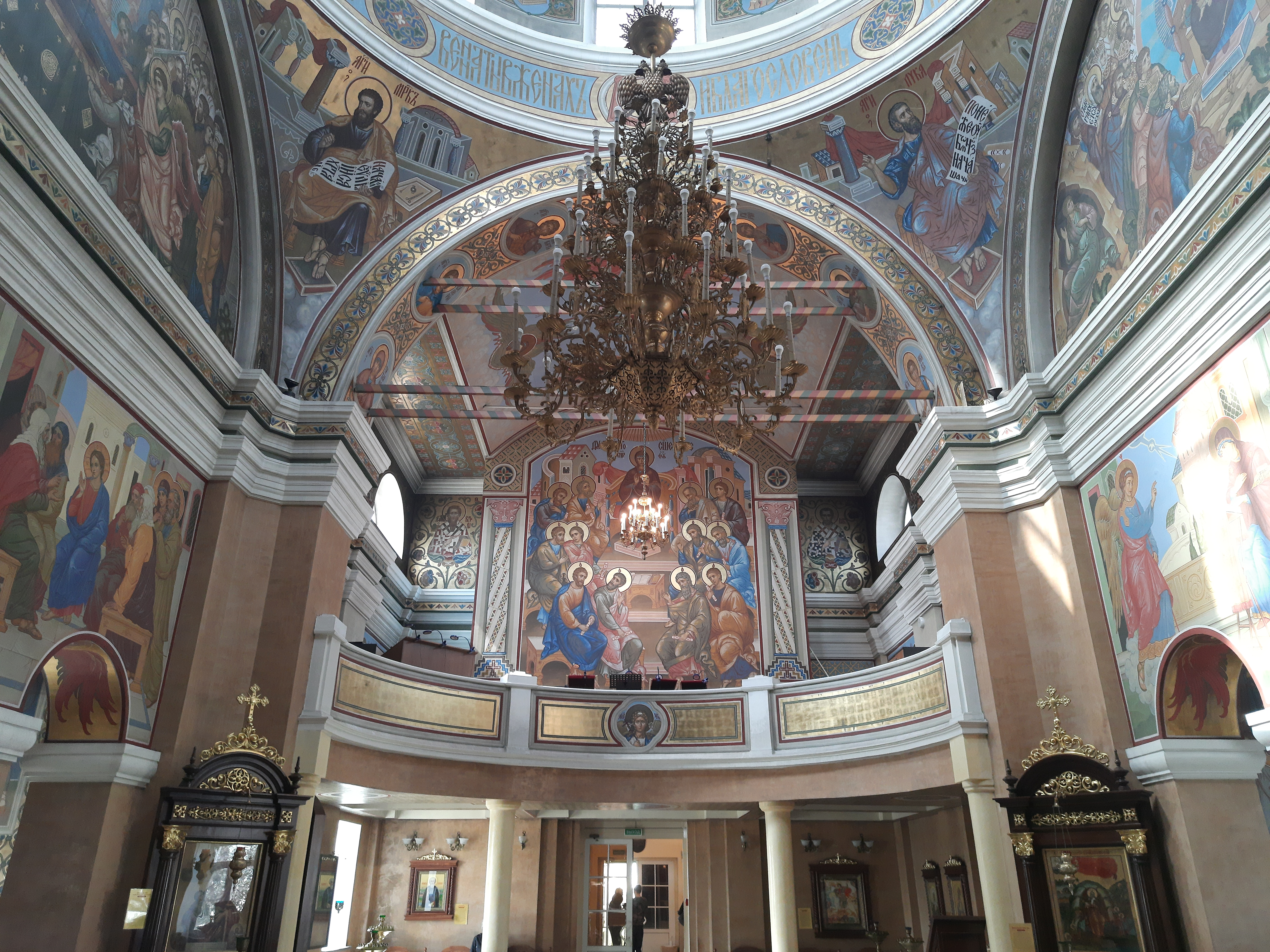
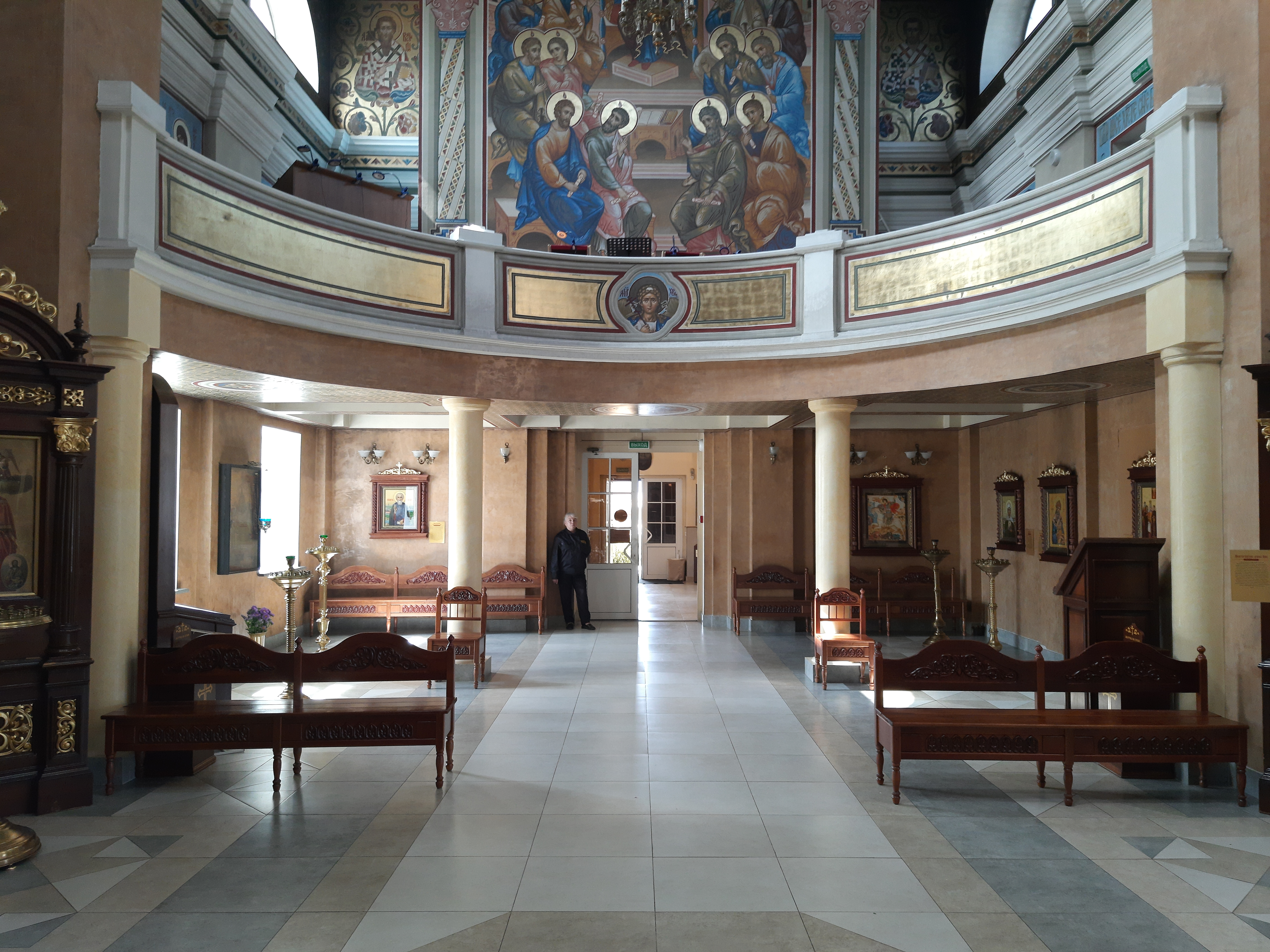